# Günter Neusel
Günter Neusel (* 22. Dezember 1930 in Kassel; † 7. Oktober 2020 in Berlin) war ein deutscher Bildhauer, Maler und ein Vertreter der konstruktiven Kunst.

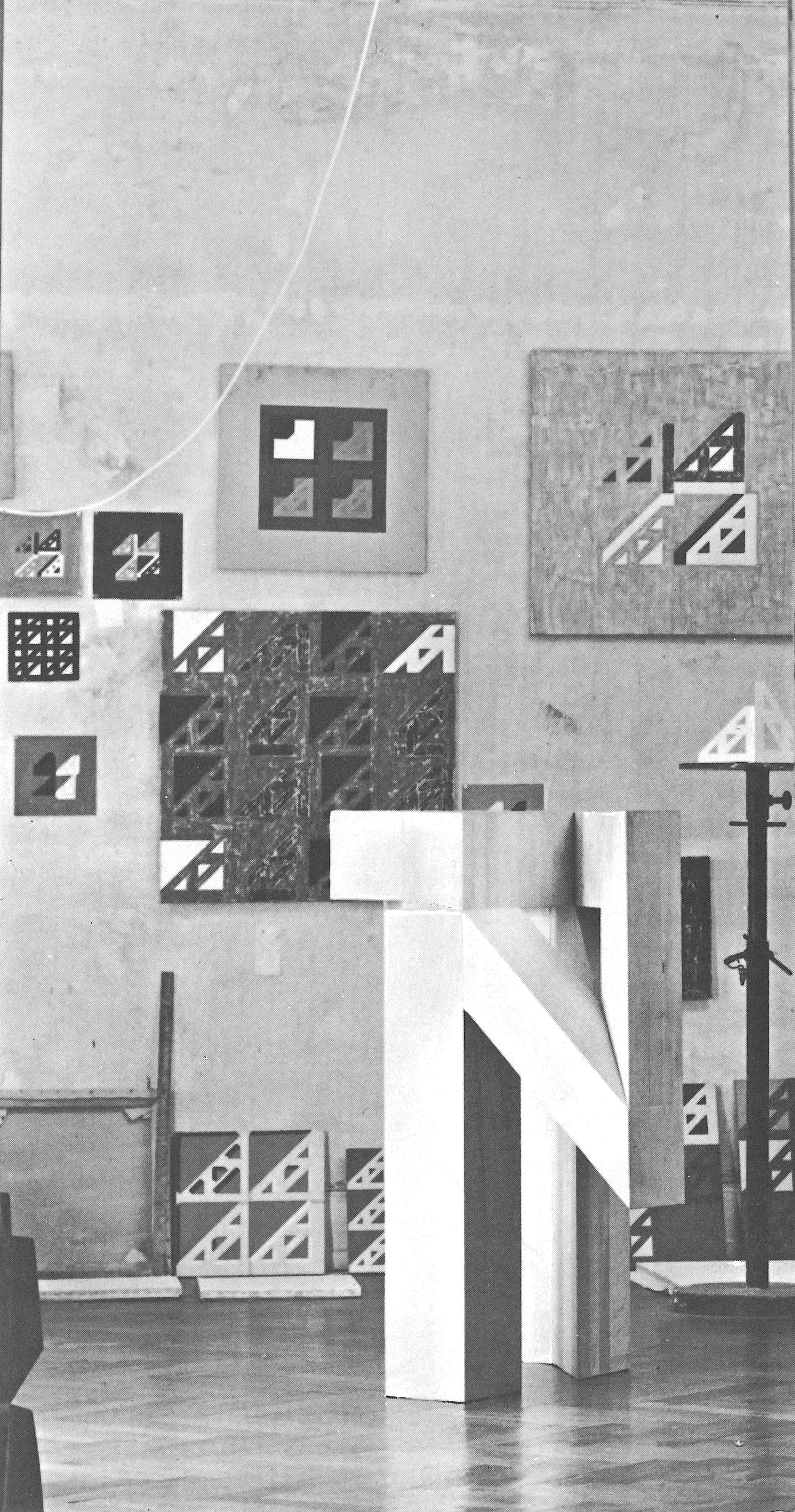
Blick in das Atelier von Günter Neusel in der Hasenbergsteige 4 in Stuttgart, um 1967

## Leben
Günter Neusel studierte 1949 bis 1950 an der staatlichen Werkakademie, Kassel. 1950 wechselte er zur Kunstakademie Düsseldorf. 1950 bis 1954 studierte er an der Hochschule für bildende Künste, Berlin bei Hans Uhlmann und Paul Dierkes und von 1954 bis 1958 an der Staatlichen Werkakademie, Kassel.
Ab 1958 arbeitete Günter Neusel freischaffend in Stuttgart, wo er dem Kreis um Max Bense angehörte. 1971 war er Stipendiat an der Cité Internationale des Arts Paris. 1972 bis 1973 hatte er eine Gastprofessur für Werken an der  Kunstakademie in Karlsruhe inne. 1974 wurde er dort zum Professor berufen. Er war Mitglied der Künstlergruppe Konstruktive Tendenzen. Günter Neusel lebte in Karlsruhe und Berlin.
Er war mit der Hochschulforscherin Aylâ Neusel verheiratet. Seine Tochter war die Mathematikerin Mara Neusel. Seine letzte Ruhestätte erhielt Günter Neusel auf dem Luisenstädtischen Friedhof. Dort ruht er neben seiner Tochter.

## Auszeichnungen
- 1956: Preisträger ars viva[3]

## Werke in öffentlichen Sammlungen
- Städtische Galerie Karlsruhe
- Staatliche Kunsthalle Karlsruhe

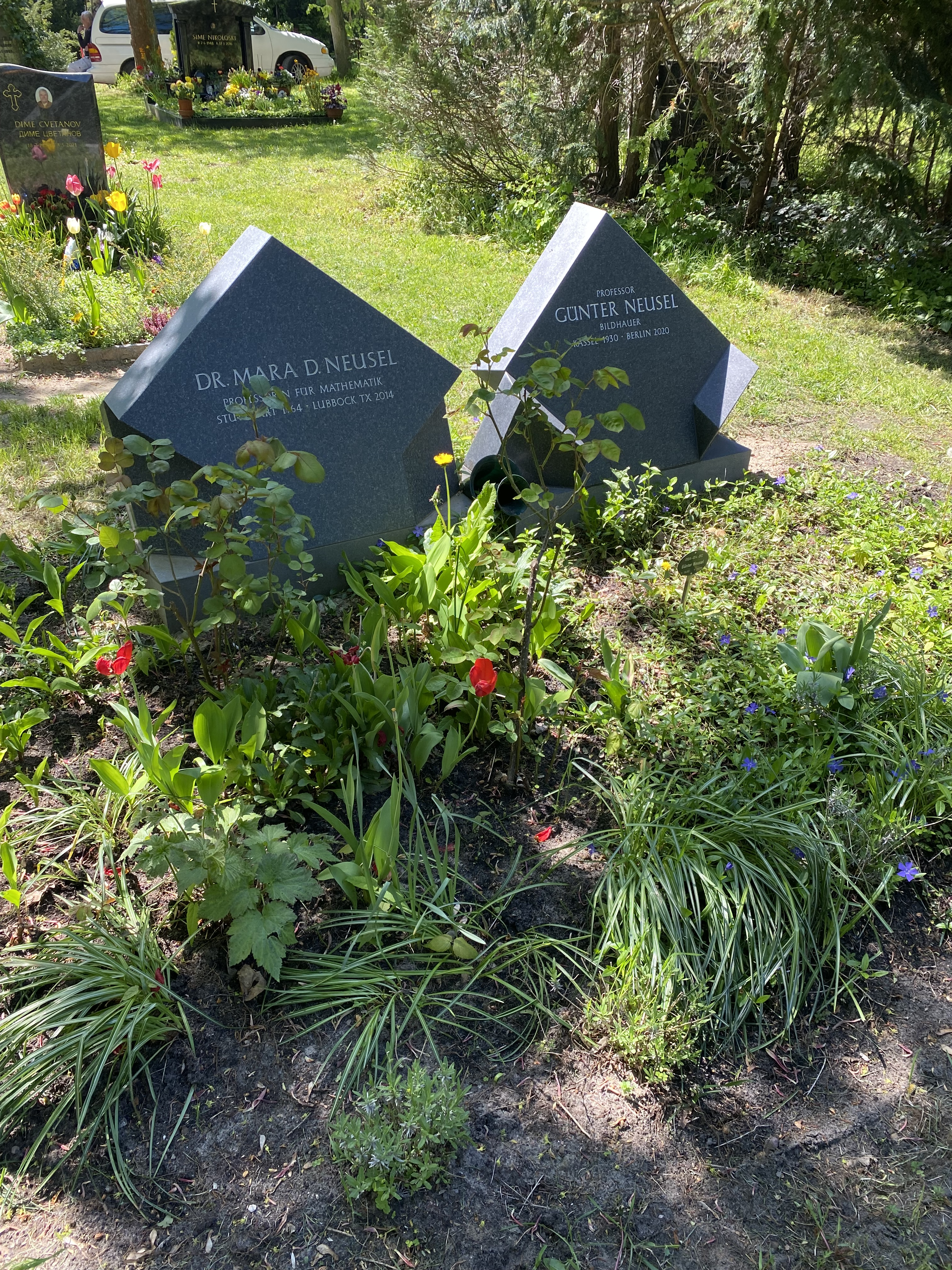
Grabstätte auf dem Luisenstädtischen Friedhof

- Zentrum für Kunst und Medien Karlsruhe[4]
- Staatsgalerie Stuttgart
- Neue Galerie (Kassel)
- Kunsthalle Recklinghausen

## Werke im öffentlichen Raum
- 1958: Fliegeropfer Ehrenfeld, Stuttgart-Bad Cannstatt (gemeinsam mit der Gartenarchitektin Käthe Haag)
- 1969: Altarwand in der Auferstehungskirche in Offenburg
- 1991: Freiburg St. Georgen Friedhof, Torsymbole
- 1995: Congress Centrum Ulm, Wandrelief

## Wichtige Ausstellungen
- 1962 »Deutsche Plastik nach 1945«, Stockholm/Schweden (Gruppenausstellung)
- 1970 »jetzt« Künste in Deutschland heute, Kunsthalle Köln (Gruppenausstellung)
- 1970 Galerie Appel & Fertsch, Frankfurt am Main
- 1981 »Reliefs 1979-80«, Kunstzentrum No. 66, München-Neuperlach (Einzelausstellung)[5]
- 1981 »Relief konkret in Deutschland heute«, Saarland-Museum, Saarbrücken (Gruppenausstellung)
- 1985 »Konstruktive Tendenzen«, Brückenturmgalerie der Stadt Mainz (Gruppenausstellung)
- 1985 Museum gegenstandsfreier Kunst, Otterndorf (mit Arnulf Letto)
- 1991 »Flügel für C«, Badischer Kunstverein Karlsruhe (Einzelausstellung)
- 2010 »Bense und die Künste« ZKM Zentrum für Kunst und Medien, Karlsruhe (Gruppenausstellung)